# Isak Fehr
Isak Nikolaus Fehr, född 28 december 1850 i Stockholm, död 17 september 1929 i Strängnäs, var en svensk kulturhistoriker och skolman. Han var bror till Fredrik Fehr.
Fehr blev filosofie doktor i Uppsala 1884 på avhandlingen Studier i frihetstidens vitterhet. Han var lektor i Strängnäs 1882–1917, och skötte Strängnäs läroverks bibliotek under 31 år och domkyrkans bibliotek under 42 år. Fehr utgav en rad kulturhistoriska skrifter, i synnerhet om Strängnäs och Södermanlands län, samt Geografiska skildringar (4 band, 1895–1898).